# Friedensgericht Alzey
Das Friedensgericht Alzey war von 1803 bis 1879 ein Friedensgericht zunächst in Frankreich und dann in der Provinz Rheinhessen des Großherzogtums Hessen mit Sitz in Alzey in dessen Provinz Rheinhessen.

## Vorgeschichte
Das Gebiet um Alzey gehörte am Ende des Heiligen Römischen Reichs deutscher Nation überwiegend zur Kurpfalz, einige Gemeinden zu kleineren Territorien. Hier waren Verwaltung und Rechtsprechung nicht getrennt und wurden auf unterer Ebene von Ämtern wahrgenommen. Der Amtmann entschied als Einzelrichter.
1792 eroberten die Truppen des revolutionären Frankreichs die Rheinlande. Dort entstand die Mainzer Republik. Der französische Nationalkonvent annektierte mit Gesetz vom 30. März 1793 die Mainzer Republik auf deren Antrag. Bedingt durch die Koalitionskriege kam es aber erst 1795 zu einer dauernden Neuordnung des Gebiets – auch auf dem Gebiet der Justiz.

## Gründung
Durch das Gesetz über Verwaltung und Justizorganisation in den vier linksrheinischen Départements vom 5. Dezember 1795 (14 frimaire IV) wurde das französische Gerichtsverfassungsgesetz Loi des 16 et 24 août 1790 sur l'organisation judiciaire auch hier verbindlich. Dieses Gesetz sah die Einrichtung von Friedensgerichten für die streitige Gerichtsbarkeit und von Notariaten für die Freiwillige Gerichtsbarkeit in allen Kantonen vor.
Mit dem Frieden von Campo Formio wurde die Annexion des Rheinlandes im Oktober 1797 auch von deutscher Seite anerkannt. Anschließend baute die französische Verwaltung in den annektierten Gebieten ihre Strukturen auf und richteten auch das „Friedensgericht Alzey“ ein, dessen örtliche Zuständigkeit sich auf den Kanton Alzey erstreckte. Der Gerichtsbezirk blieb auch nach Auflösung des Kantons als Verwaltungsgebiet bis 1878 weitgehend unverändert.
Das Friedensgericht war dem Départementsgericht des Département du Mont-Tonnerre untergeordnet, das seinen Sitz in Mainz hatte. Oberstes Gericht war das Revisionsgericht in Trier.

## Bezirk
Die örtliche Zuständigkeit des Friedensgerichts Alzey erstreckte sich auf den Bezirk des Kantons Alzey und umfasste (Ortsnamen nach heutiger Schreibung):
| Gemeinde        | Herkunft                                 | Zugang | Abgang | Nach              |
| --------------- | ---------------------------------------- | ------ | ------ | ----------------- |
| Albig           | Oberamt Alzey                            | 1797   | 1879   | Amtsgericht Alzey |
| Alzey           | Oberamt Alzey                            | 1797   | 1879   | Amtsgericht Alzey |
| Bechenheim      | Oberamt Alzey (Unteramt Erbes-Büdesheim) | 1797   | 1879   | Amtsgericht Alzey |
| Bermersheim     | Amtsvogtei Kloster Eibingen              | 1797   | 1879   | Amtsgericht Alzey |
| Bornheim        | Rheingrafschaft Salm                     | 1797   | 1879   | Amtsgericht Alzey |
| Dautenheim      | Oberamt Alzey                            | 1797   | 1879   | Amtsgericht Alzey |
| Dintesheim      | Oberamt Alzey                            | 1797   | 1879   | Amtsgericht Alzey |
| Erbes-Büdesheim | Oberamt Alzey (Unteramt Erbes-Büdesheim) | 1797   | 1879   | Amtsgericht Alzey |
| Esselborn       | Oberamt Alzey                            | 1797   | 1879   | Amtsgericht Alzey |
| Flomborn        | Oberamt Alzey (Unteramt Freinsheim)      | 1797   | 1879   | Amtsgericht Alzey |
| Flonheim        | Rheingrafschaft Salm                     | 1797   | 1879   | Amtsgericht Alzey |
| Framersheim     | Grafschaft Falkenstein                   | 1797   | 1879   | Amtsgericht Alzey |
| Freimersheim    | Oberamt Alzey                            | 1797   | 1879   | Amtsgericht Alzey |
| Gau-Heppenheim  | Friedensgericht Osthofen                 | 1836   | 1879   | Amtsgericht Alzey |
| Gau-Köngernheim | Fürstentum Löwenstein-Wertheim-Rochefort | 1797   | 1879   | Amtsgericht Alzey |
| Gau-Odernheim   | Oberamt Alzey                            | 1797   | 1879   | Amtsgericht Alzey |
| Heimersheim     | Oberamt Alzey                            | 1797   | 1879   | Amtsgericht Alzey |
| Kettenheim      | Oberamt Alzey                            | 1797   | 1879   | Amtsgericht Alzey |
| Lonsheim        | Oberamt Alzey                            | 1797   | 1879   | Amtsgericht Alzey |
| Nack            | Herrschaft Hunolstein                    | 1797   | 1879   | Amtsgericht Alzey |
| Nieder-Wiesen   | Herrschaft Hunolstein                    | 1797   | 1879   | Amtsgericht Alzey |
| Offenheim       | Oberamt Alzey                            | 1797   | 1879   | Amtsgericht Alzey |
| Uffhofen        | Rheingrafschaft Salm                     | 1797   | 1879   | Amtsgericht Alzey |
| Wahlheim        | Oberamt Alzey                            | 1797   | 1879   | Amtsgericht Alzey |
| Weinheim        | Oberamt Alzey                            | 1797   | 1879   | Amtsgericht Alzey |
| Wendelsheim     | Rheingrafschaft Salm                     | 1797   | 1879   | Amtsgericht Alzey |

## Weitere Entwicklung
Nach der Rückeroberung in den Befreiungskriegen wurde die Region von 1814 bis 1816 von der österreichisch-baierischen Gemeinschaftlichen Landes-Administrations-Commission verwaltet. Diese ließ die vorgefundene Justizorganisation bestehen, ergänzte sie aber am 27. Juli 1815 um den Appellationshof in Kreuznach als Obergericht.
Auch das Großherzogtum Hessen, das Rheinhessen im Rahmen eines Gebietstausches 1816 erhielt und als Provinz Rheinhessen konstituierte, übernahm die bestehende Struktur der Gerichte. Allerdings wurde der Appellationshof in Kreuznach aufgelöst und ein Obergericht in Mainz mit der am 4. November 1815 erlassenen „Provisorischen Appellations- und Kassationsgerichtsordnung für den großherzoglich hessischen Landesteil auf der linken Rheinseite“ geschaffen. Das Friedensgericht Alzey war nun eines von zwölf Friedensgerichten, die dem Kreisgericht Mainz untergeordnet waren.
Zum 1. Januar 1836 wurde die Zuständigkeit für die Gemeinde Gau-Heppenheim (damals: Heppenheim im Loch) vom Friedensgericht Osthofen übernommen.
Nach der Teilung des Kreisgerichtes Mainz in die Kreisgerichte Mainz und Alzey am 1. Dezember 1836 wurde das Friedensgericht Alzey dem Gerichtsbezirk des Kreisgerichts Alzey zugeordnet, das am 24. Oktober 1852 in „Bezirksgericht Alzey“ umbenannt wurde.

## Ende
Mit dem Gerichtsverfassungsgesetz von 1877 wurden Organisation und Bezeichnungen der Gerichte reichsweit vereinheitlicht. Zum 1. Oktober 1879 hob das Großherzogtum Hessen deshalb die Friedensgerichte auf. Funktional ersetzt wurden sie durch Amtsgerichte. So ersetzte das Amtsgericht Alzey das Friedensgericht Alzey. Das neue Amtsgericht war dem Landgericht Mainz und dem Oberlandesgericht Darmstadt untergeordnet.

## Richter am Gericht
- August Becker (1840–1850)